# TCF21
TCF21 (англ. Transcription factor 21) – білок, який кодується однойменним геном, розташованим у людей на короткому плечі 6-ї хромосоми. Довжина поліпептидного ланцюга білка становить 179 амінокислот, а молекулярна маса — 19 715.
| 10         |  | 20         |  | 30         |  | 40         |  | 50         |
| ---------- |  | ---------- |  | ---------- |  | ---------- |  | ---------- |
| MSTGSLSDVE |  | DLQEVEMLEC |  | DGLKMDSNKE |  | FVTSNESTEE |  | SSNCENGSPQ |
| KGRGGLGKRR |  | KAPTKKSPLS |  | GVSQEGKQVQ |  | RNAANARERA |  | RMRVLSKAFS |
| RLKTTLPWVP |  | PDTKLSKLDT |  | LRLASSYIAH |  | LRQILANDKY |  | ENGYIHPVNL |
| TWPFMVAGKP |  | ESDLKEVVTA |  | SRLCGTTAS  |  |            |  |            |

A: Аланін

C: Цистеїн

D: Аспарагінова кислота

E: Глутамінова кислота

F: Фенілаланін

G: Гліцин

H: Гістидин

I: Ізолейцин

K: Лізин

L: Лейцин

M: Метіонін

N: Аспарагін

P: Пролін

Q: Глутамін

R: Аргінін

S: Серин

T: Треонін

V: Валін

W: Триптофан

Задіяний у таких біологічних процесах, як транскрипція, регуляція транскрипції. 
Білок має сайт для зв'язування з ДНК. 
Локалізований у ядрі.